# Continental Hotel Budapest
 (mai 2023).
L'Hôtel Continental est un hôtel situé à Budapest, en Hongrie. Il est situé à l'angle des rues Nyár et Dohány, près de l'ancien quartier juif et du marché de la place Klauzál, près de la jonction de Nagykörút (Grand Boulevard) et de Rákóczi út.

## Histoire

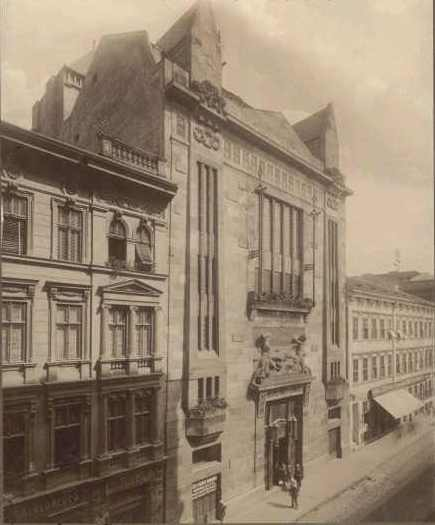
Construction de l'ancien bain Hungaria au début du XXe siècle

L'histoire de l'hôtel Continental remonte au début du XXe siècle, lorsque les premiers bains ont été construits ici en 1827, puis emportés par la grande inondation de 1838, mais le bâtiment actuel date de 1910. Les locaux actuels de l'hôtel abritaient l'ancien bain Hungaria, l'un des spas les plus importants de Pest et plus tard de Budapest, et l'hôtel Continental contemporain qui a été ouvert dans l'aile Nyár utca. En 1970, l'hôtel Continental ferme ses portes et dans les années 1980, le bâtiment qui a longtemps servi d'hôtel et de spa est dans un état périlleux. Puis, après de nombreuses années de négociations et de controverses sur la démolition du bâtiment, à l'été 2004, l'Office national du patrimoine culturel a ordonné la protection provisoire des bâtiments à risque dans la zone de l'ancien ghetto juif de Pest, y compris le bain Hungária. Le 7 février 2005, la partie restante des bains a été déclarée bâtiment classé. Enfin, le 7 avril 2009, après des années de négligence, ZeinaHotel Ltd a lancé un projet de construction de 50 millions d'euros pour faire revivre l'hôtel.